# Nishio
Nishio (西尾市; -shi)   é uma cidade japonesa localizada na província de Aichi.
Em Fevereiro de 2011 a cidade tinha uma população estimada em 165 443 habitantes e uma densidade populacional de 1 030 h/km². Tem uma área total de 160,34 km².
Recebeu o estatuto de cidade a 15 de Dezembro de 1953.